# Senecio gunnii
Senecio gunnii là một loài thực vật có hoa trong họ Cúc. Loài này được (Hook.f.) Belcher miêu tả khoa học đầu tiên năm 1956.